# Joachim Sparr

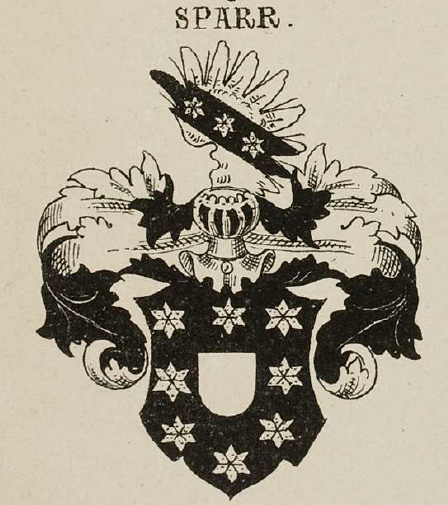
Wappen derer von Sparr (aus Mülverstedt, Siebmacher’s grosses und allgemeines Wappenbuch)

Joachim Sparr (* um 1525/30, † 7. Oktober 1571 bei Lepanto), häufig in der Literatur auch Joachim Sparr von Trampe, richtiger wäre Joachim von Sparr, war ein Ritter des Johanniterordens. Er hatte von 1568 bis zu seinem Tod das Amt des Großbaillis seines Ordens inne und war damit für die Festungsanlagen in Malta verantwortlich. Er stand außerdem mehreren Kommenden des Johanniterordens in Deutschland als Kommendator vor. 1571 fiel er in der Seeschlacht von Lepanto. Das von Trampe bezeichnet seinen Herkunftsort Trampe im Landkreis Barnim in Brandenburg.

## Leben und Laufbahn
Joachim Sparr stammte aus einer in der Landschaft Barnim in Brandenburg begüterten Familie. Sein Geburtsdatum und seine Eltern sind nicht (sicher) bekannt. Theodor Mörner macht ihn zum Sohn des Christoph von Sparr (1518–1561). Nach den vier Ahnenwappen auf dem später genauer beschriebenen Epitaph in der Berliner Marienkirche, war seine Mutter eine geborene von Schlieben, die Großmutter väterlicherseits war eine geborene von Britzke, die Großmutter mütterlicherseits eine geborene von Kracht. Den Namen nach gehörten Joachims Mutter und die Großmütter markbrandenburgischen Adelsfamilien an. Mörner wiederum nimmt auf Grund dieses Wappenschilds an, dass sein mutmaßlicher Vater mit einer von Schlieben verheiratet war.
Nach dem Katalog der Aufschwörungen im Großpriorat Alemannia soll die Aufschwörung des Joachim Sparr in den Johanniterorden am 1. August 1547 in einer westdeutschen Kommende stattgefunden haben. Ein Jahr zuvor waren auch seine beiden Brüder Christoph und Johann in den Johanniterorden eingetreten. Hartmann erklärt die Aufschwörung in einer westdeutschen Kommende (anstatt in Malta), dass die Sparr als mögliche Gefolgsleute von Albrecht von Brandenburg in die Mainzer Gegend kamen. Erzbischof Albrecht von Brandenburg ließ seinem Kämmerer Heinrich (von) Sparr († 1526) in Groß-Steinheim bei Hanau ein aufwändiges Grabdenkmal errichten, dessen Teile heute im Hessischen Landesmuseum aufbewahrt werden. Es wäre daher denkbar, dass Joachim Sparr ein Sohn dieses Heinrich gewesen ist, sicher war er mit ihm verwandt.
Von Joachim Sparr ist der Text eines Wappenschildes überliefert, der einmal in der Heiliggrab-Kapelle der Mainzer Johanniterkommende aufgehängt war. Nach diesen Angaben wurde er am 1. August 1547 in den Johanniterorden aufgenommen. Er dürfte danach die damals übliche Dienste (Karawanen) in Malta verrichtet haben. 1553 wurde zum Kommendator von Herrenstrunden ernannt, sehr wahrscheinlich erhielt er auch die damit verbundene Kommende in Burg an der Wupper. Dort war er der Nachfolger des Nikolaus Stolz. 1555 ließ er die Kapelle in Herrenstrunden erneuern. Das mit 1556 datierte Rundfenster in der Kirche von Herrenstrunden zeigt den Kommendator Joachim Sparr. Außerdem ließ er eine noch erhaltene Glocke für die Kirche anfertigen. Die Inschrift auf der Glocke besagt: Joachim Sparr de Trampe, commendator in Herren-Strun me fieri fecit 1555. 1555 wurde er auch zum Kommendator der Kommenden in Mainz und Nieder-Weisel ernannt. 1567 (bis 1571) erhielt er zudem die Kommende in Nidda. Den Kommenden stand er bis zu seinem Tod vor. Am 5. Juli 1568 wurde er in Malta zum Großbailli gewählt. In dieser Funktion war er für die Festungsanlagen in Malta verantwortlich. Das Amt des Großbailli wurde traditionell durch einen Vertreter der Deutschen Zunge des Johanniterordens besetzt.
Die Ballei Brandenburg des Johanniterordens hatte 1382 durch den Heimbacher Vergleich eine vom Rest-Orden fast unabhängige Stellung erreicht. Die Ballei wählte ihren Herrenmeister selber. 1538 war diese Ballei zum Protestantismus übergegangen. Joachim Sparr wurde nun wegen seiner brandenburgischen Herkunft zum Verbindungsmann zur Ballei Brandenburg. Als Herrenmeister Thomas Runge sich weigerte, vor dem Generalkapitel in Malta zu erscheinen, erhielt Joachim Sparr am 11. Januar die Anwartschaft auf das Amt des Bailli von Brandenburg. Er bemühte sich 1560/61 beim Kapitel der Ballei Brandenburg darum, eine Kommende der Ballei zu erhalten. Er hatte damit aber keinen Erfolg. Er trug auch nicht den (Anspruchs-)Titel eines Bailli von Brandenburg, den erst Großprior Philipp Flach von Schwarzenberg 1589 einführte. Der Titular-Bailli von Brandenburg gehörte zu den sog. Großkreuzträgern des Johanniterordens, für dessen katholisch gebliebenen Hauptzweig sich allmählich auch der Name Malteserorden einbürgerte. Rudolf Schmidt führt Joachim von Sparr 1571 als Comptor von Lietzen auf, als er zusammen mit Ernst von Sparr in die gesamte Hand an den Greiffenberger Lehen der von Sparr aufgenommen wurde. Auch das Amt eines Kommendators von Lietzen war zu dieser Zeit reine Titulatur, da der brandenburgische Markgraf Johann von Küstrin die Kommende usurpiert hatte. Erst 1597 konnte Adam von Schlieben die Kommende Lietzen wieder für die Ballei Brandenburg des Johanniterordens zurück erwerben.

## Tod in der Seeschlacht von Lepanto
In der St. Marienkirche in Berlin im Erbbegräbnis der von Sparr befindet sich die folgende Tafel:

„Memento Mori. Anno Domini 1571 de 7. October ist der Ehrwürdige Edel und Gestrenge Herr Joachim Sparr gebohren aus dem Hause Trampe, Ritter S. Johannis-Ordens, Groß-Ballei in Teutschland, Commentor zu Maynz, und Wigstill, in der Christen sieghaften Schlacht auf dem Meer beym Golfo de Lepante gegen die Türken geschehen, durch einen Schuß in Gott seelig verschieden, und in der Insel Malta begraben, deme sampt allen Christgläubigen Seelen Gott gnädig seyn wolle. Seines Begräbnisses Epitaphium aber ist in dieser Form, sowohl in Franckfurt am Mayn in der Johanniter-Kirche, als auch zu Würzburg im Thumb zu finden. Text, Luc. XIV.31. Ps. 39: Herr lehre doch mich etc.“

Dass Joachim Sparr in der Seeschlacht von Lepanto den Tod gefunden hat, steht nicht nur mit diesem Text zweifelsfrei fest. Allerdings ließ sich bisher nicht heraus finden, auf welchem Schiff der Heiligen Liga er kämpfte. Der Johanniterorden stellte für die Flotte der Heiligen Liga drei Galeeren, die auf dem rechten Flügel angeordnet waren. Die Hauptgaleere von Malta Capitana di Malta unter dem Befehl des Ordensadmirals Pietro Giustiani bildete dabei das rechte äußere Ende der Schlachtlinie. Den Ordensgaleeren gegenüber standen die Galeeren des algerischen Korsaren und Vizebefehlshaber Kılıç Ali Pascha. Durch die exponierte Position am Ende des rechten Flügels kamen die Galeeren des Johanniterordens in schwere Bedrängnis, da die Schlachtlinie der osmanischen Flotte die der Heiligen Liga überragte. Es gelang Kılıç Ali Pascha eine Gruppe von Galeeren am Rand des rechten Flügels einzuschließen. Er konnte schließlich die Capitana di Malta entern und in Schlepp nehmen. Nachdem aber das Reservegeschwader der Heiligen Liga in den Kampf eintrat, musste er allerdings das Schiff wieder dem Gegner überlassen. Die Soldaten der Heiligen Liga, die das Schiff wieder enterten, fanden nur noch zwei bewusstlose schwer verletzte Johanniterritter und einen Kaplan an Überlebenden. Möglicherweise fand Joachim Sparr aber nicht auf der Hauptgaleere des Ordens, sondern auf einem anderen Schiff den Tod. Auch die beiden anderen Galeeren des Ordens waren heftig umkämpft gewesen.
Nach einer Notiz in Stefan Hanß, Lepanto als Ereignis: ... sollen aber (außerdem) 60 Johanniterritter, darunter auch der Bailo aus Deutschland auf der genuesischen Galeere des Niccolò Doria gekämpft haben. Die genuesische Galeere der Dorias stand neben den drei Ordensgaleeren und wurde ebenfalls von den Galeeren des  Kılıç Ali Pascha stark bedrängt. Es wäre deshalb auch denkbar, dass er auf diesem Schiff durch einen Schuss getötet wurde. Kılıç Ali Pascha gelang schließlich mit 30 Schiffen der Durchbruch durch die Linien der Heiligen Liga. Bei seiner Rückkehr in Konstantinopel legte er Sultan Selim II. die große Flagge der Hauptgaleere von Malta zu Füßen. Die Seeschlacht von Lepanto endete mit einem überwältigenden Sieg der Heiligen Liga.